# Coma Cose
Coma_Cose ist ein italienisches Popduo aus Mailand, das 2017 von Fausto Lama (Fausto Zanardelli) und California (Francesca Mesiano) gegründet wurde.

## Geschichte
Fausto Zanardelli (* 1981 in Brescia) hatte zunächst als Tontechniker gearbeitet und sich danach unter dem Pseudonym Edipo (Ödipus) selbst als Sänger und Songwriter versucht. Ab 2010 veröffentlichte er mehrere Alben, 2015 erstmals bei einem Major-Label, Universal. Er arbeitete eng mit dem Rapper Dargen D’Amico zusammen und trat auch als Opening Act für Caparezza auf. Francesca Mesiano (* in Pordenone) hingegen war unter dem Pseudonym California als DJ in der Rave-Szene tätig, im Bereich Techno und Drum and Bass.
Als Fausto Lama und California schlossen sich die beiden Musiker schließlich zum Duo Coma_Cose zusammen und begannen 2017, erste Lieder auf YouTube zu veröffentlichen, angefangen mit Cannibalismo. Im Oktober 2017 erschien die erste EP des Duos, Inverno ticinese, auf der sich Hip-Hop, elektronische Musik und canzone d’autore vermischten. Nach einigen Konzerten und weiteren Liedern erschien 2018 eine neue Edition der Debüt-EP, im März 2019 folgte hingegen das erste Album Hype Aura. Beim Sanremo-Festival 2021 erreichte das Duo mit Fiamme negli occhi den 20. Platz. Im Anschluss erschien das zweite Album Nostralgia.
Mit dem Album Un meraviglioso modo di salvarsi meldete sich das Duo 2022 zurück. Später nahm es mit dem Lied L’addio am Sanremo-Festival 2023 teil, das mit dem Preis für den besten Text ausgezeichnet wurde.

## Diskografie
Alben und EPs
- Inverno ticinese (EP; 2017)
- Hype Aura (2019, Sony)
- Fondamenta (Kompilation; 2019)
- Due (EP; 2020)
- Nostralgia (2021)
- Un meraviglioso modo di salvarsi (2022)
- Vita_Fusa (2025)

Lieder
- Cannibalismo (2017)
- Golgota (2017)
- Deserto (2017)
- Jugoslavia (2017)
- Post concerto (2018) – IT: Gold 25.000+[3]
- Nudo integrale (2018)
- Via Gola (2018)
- Granata (2019)
- Mancarsi (2019) – IT: Platin 70.000+[3]
- Aurora sogna (Subsonica feat. Coma_Cose und Mamakass; 2019)
- Riserva naturale (Francesca Michielin feat. Coma_Cose; 2020)
- Guerre fredde (2020)
- Fiamme negli occhi (2021)
- L’Addio (2023)
- Malavita (2024)
- Posti vuoti (2024)
- Cuoricini (2025)

## Belege
1. ↑  Alben von Coma_Cose. In: Italiancharts.com. Hung Medien, abgerufen am 17. Dezember 2020. CH
2. ↑  IT Singles
3. 1 2  Certificazioni. FIMI, abgerufen am 19. Mai 2025 (italienisch).